# 1711
Рік темного металевого зайця за Шістдесятирічним циклом китайського календаря.
Епоха великих географічних відкриттів •  Перша наукова революція

## Геополітична ситуація
Османську імперію очолює Ахмед III (до 1730). Під владою османського султана перебувають Близький Схід та Єгипет, Середземноморське узбережжя Північної Африки, частина Закавказзя, значні території в Європі: Греція, Болгарія і Сербія. Васалами османів є Волощина та Молдова.
Священна Римська імперія — наймогутніша держава Європи. Її територія охоплює, крім німецьких земель, Угорщину з Хорватією, Трансильванію, Богемію, Північну Італію. Її імператор — Карл VI Габсбург змінив на троні Йосипа I (до 1740). Король Пруссії — Фрідріх I (до 1713).
На передові позиції в Європі вийшла Франція, на троні якої сидить король-Сонце Людовик XIV (до 1715). Франція має колонії в Північній Америці та Індії.
Триває Війна за іспанську спадщину. Королівству Іспанія належать Іспанські Нідерланди, південь Італії, Нова Іспанія, Нова Гранада та Нова Кастилія в Америці, Філіппіни. Королем Португалії є Жуан V (до 1750). Португалія має володіння в Бразилії, в Африці, в Індії, в Індійському океані й Індонезії.
Північ Нідерландів займає Республіка Об'єднаних провінцій. Вона має колонії в Північній Америці, Індонезії, на Формозі та на Цейлоні. Королева Британії — Анна Стюарт (до 1714). Британія має колонії в Північній Америці, на Карибах та в Індії. Король Данії та Норвегії — Фредерік IV (до 1730), король Швеції — Карл XII (до 1718). На Апеннінському півострові незалежні Венеціанська республіка та Папська область. у Речі Посполитій королює Август II Сильний (до 1733). У Московії царює Петро I (до 1725).
Україну розділено по Дніпру між Річчю Посполитою та Московією. Гетьман України  — Іван Скоропадський. Запорозька Січ розгромлена і припинила існування. Засновано Олешківську Січ. Існує Кримське ханство, якому підвладна Ногайська орда.
В Ірані правлять Сефевіди.
Значними державами Індостану є Імперія Великих Моголів, Імперія Маратха. В Китаї править Династія Цін. У Японії триває період Едо.

## Події

### В Україні
- Похід Пилипа Орлика на Правобережну Україну завершився невдало.
- Кошовим отаманом Війська Запорозького знову обрано Костя Гордієнка.
- Засновано Олешківську Січ.
- Розпочався згін населення з Правобережної України в Лівобережну

### У світі
- Велика Північна війна:
  - Невдалий Прутський похід змусив московського царя Петра I домовлятися з османами.
  - Укладено Прутський мир між Московією та Османською імперією, умови якого визнавали право османів на (Правобережну) Україну.
  - Данці здобули перемогу над шведами в битві при Вісмарі.
- У Північній Америці розпочалася Тускарорська війна між індіанцями племені тускарора та британськими колоністами.
- 18 червня французький король Людовик XIV став монархом із найдовшим терміном правління (і досі залишається таким).
- Війна за іспанську спадщину:
  - Філіп V увійшов у Сарагосу, Жирона здалася герцогу де Ноайлю — Карл VI поступово втрачає територію Каталонії та Арагону, де його підтримка була найбільшою.
  - Джон Черчиль захопив французьке місто Бушен, що стало його останнім успіхом у війні. Потім його звинуватили в хабарництві й відправили у відставку.
- Імператором Священної Римської імперії став Карл VI Габсбург. Водночас він петендує на іспанський трон.
- Волл-стріт у Нью-Йорку стала першим в Америці офіційним ринком рабів.
- Негусом Ефіопії став Йостос.
- Французький капер Рене Дюге-Труен здійснив успішний морський похід проти Ріо-де-Жанейро.
- У Британії засновано Компанію Південних морів, яка виявилася фінансовою пірамідою.
- Ференц II Ракоці утік з Угорщини в Польщу, потім у Московію. Тим часом його помічник, Шандор Карої уклав мир з Габсбургами.
- Московський цар Петро I розпустив Боярську думу, а замість неї запровадив Сенат.
- Ніколаос Маврокордатос отримав від султана посаду господаря Молдови.

### Наука і культура
- Джон Шор винайшов камертон.
- У Лондоні засновано журнал «The Spectator»
- Джованні Чева опублікував «De re nummeraria», одну з перших книг, присвячених математичній економіці.
- Почався спір Ньютона і Лейбніца про пріоритет щодо відкриття диференціального й інтегрального числення.

## Народились
Див. також Категорія:Народились 1711
- 26 квітня — Девід Г'юм, шотландський філософ історик (пом. 1776)
- 15 серпня — Вальтер Скотт, шотландський письменник
- 25 вересня — Цяньлун (Као Цунг), четвертий імператор (1736–1796) маньчжурської династії Цін в Китаї
- 19 листопада — Ломоносов Михайло Васильович, російський учений

## Померли
Див. також Категорія:Померли 1711